# Gé van Dijk
Gé van Dijk (Amsterdam, 15 agosto 1923 – 29 maggio 2005) è stato un allenatore di calcio e calciatore olandese, di ruolo attaccante.

## Palmarès

### Giocatore

#### Competizioni nazionali
- Campionato olandese: 2

Ajax: 1946-1947, 1956-1957